# Lloyd Harris
Lloyd George Muirhead Harris (født 24. februar 1997 i Kapstaden, Sydafrika) er en professionel mandlig tennisspiller fra Sydafrika.